# Barei (artist)
Bárbara Reyzábal González-Aller, född 29 mars 1982 i Madrid, mer känd som Barei, är en spansk sångerska.

## Eurovision
Den 1 februari 2016 deltog Barei i Objetivo Eurovisión, Spaniens nationella uttagningsfinal till Eurovision Song Contest. Hon blev vinnare av totalt sex tävlande med låten "Say Yay!", som fick flest poäng både från telefonrösterna och juryn.
Vinsten innebär att Barei kommer representera Spanien i Eurovision Song Contest 2016 i Stockholm med sin låt. Hon framförde bidraget i finalen i Globen den 14 maj 2016 med start nummer 19.

## Diskografi

### Album
- 2011 - Billete para no volver
- 2015 - Throw the Dice

### Singlar
- 2012 - "Play"
- 2013 - "Another's Life"
- 2013 - "Foolish NaNa"
- 2014 - "Wildest Horses"
- 2014 - "You Fill Me Up (My Yang)"
- 2015 - "Time to Fight"
- 2015 - "Get Up and Go"
- 2016 - "Say Yay!"